# 中国共産党党章

党章

党章（赤色）

中国共産党党章（ちゅうごくきょうさんとうとうしょう）は、中国共産党の公式代表的な標識。党旗の上は金色のデザインであるが、赤色などの社色も用いる。

## 党章のデザイン
「中国共産党党章、党旗の使用について規定」が、デザイン方法を説明している。